# Кубок Китаю з футболу 2021
Кубок Китаю з футболу 2021 — 31-й розіграш головного кубкового футбольного турніру у Китаї. Титул володаря кубка вдруге поспіль здобув Шаньдун Тайшань.

## Календар
| Раунд        | Дата                     | Матчі | Клуби   |
| ------------ | ------------------------ | ----- | ------- |
| Перший раунд | 31 липня - 1 серпня 2021 | 12    | 59 → 47 |
| Другий раунд | 3-4 серпня 2021          | 6     | 47 → 32 |
| Третій раунд | 18-20 серпня 2021        | 9     | 41 → 32 |
| 1/16 фіналу  | 13-14 жовтня 2021        | 16    | 32 → 16 |
| 1/8 фіналу   | 18-19 жовтня 2021        | 8     | 16 → 8  |
| 1/4 фіналу   | 23-24/28-29 жовтня 2021  | 8     | 8 → 4   |
| 1/2 фіналу   | 2-3/6-7 листопада 2021   | 4     | 4 → 2   |
| Фінал        | 9 січня 2022             | 1     | 2 → 1   |

## 1/8 фіналу
| Команда 1                 | Рахунок | Команда 2                  |
| ------------------------- | ------- | -------------------------- |
| 18 жовтня 2021            |         |                            |
| Чанчунь Ятай              | 0:2     | Шанхай Шеньхуа             |
| Далянь Про                | 2:0     | Тяньцзінь Цзіньмень Тайгер |
| Шаньдун Тайшань           | 3:0     | Ціндао Ют Айленд (3)       |
| Хенань Суншань Лунмень    | 2:0     | Чунцін Лянцзян Атлетік     |
| 19 жовтня 2021            |         |                            |
| Цанчжоу Майті Лайонс      | 1:3     | Шеньчжень                  |
| Ухань                     | 4:0     | Ціндао                     |
| Шеньсі Чанань Атлетік (2) | 1:2     | Шанхай Порт                |
| Ченду Рончен (2)          | 1:2     | Сичуань Цзюню (2)          |

## 1/4 фіналу
| Команда 1              | Заг.         | Команда 2         | 1-й матч | 2-й матч |
| ---------------------- | ------------ | ----------------- | -------- | -------- |
| 23/28 жовтня 2021      |              |                   |          |          |
| Шаньдун Тайшань        | 3:0          | Ухань             | 2:0      | 1:0      |
| Хенань Суншань Лунмень | 2:2 пен. 6:5 | Сичуань Цзюню (2) | 1:1      | 1:1      |
| 24/29 жовтня 2021      |              |                   |          |          |
| Шанхай Шеньхуа         | 1:0          | Шеньчжень         | 1:0      | 0:0      |
| Далянь Про             | 0:3          | Шанхай Порт       | 0:3      | 0:0      |

## 1/2 фіналу
| Команда 1          | Заг. | Команда 2              | 1-й матч | 2-й матч |
| ------------------ | ---- | ---------------------- | -------- | -------- |
| 2/6 листопада 2021 |      |                        |          |          |
| Шаньдун Тайшань    | 5:3  | Хенань Суншань Лунмень | 1:0      | 4:2      |
| 3/7 листопада 2021 |      |                        |          |          |
| Шанхай Шеньхуа     | 2:6  | Шанхай Порт            | 1:5      | 1:1      |

## Фінал
| 9 січня 2022 13:30 (EEST) |

| Шаньдун Тайшань | 1:0      | Шанхай Порт |
| --------------- | -------- | ----------- |
| Жадсон 82'      | Протокол |             |

| Футбольний стадіон Фенхуаншань, Ченду Глядачів: 0 Арбітр: Ван Чже |